# 그웬 스테파니
궨덜린 러네이 "그웬" 스테파니(영어: Gwendolyn Renée Stefani 궨 스테퍼니[*], 1969년 10월 3일 ~ )는 미국의 싱어송라이터이다. 스테파니는 과거 다양한 장르에 넘나드며 록 밴드 노 다웃에서 보컬리스트로 활동했다. 이후 스테파니는 2004년 첫 정규 앨범 Love. Angel. Music. Baby.를 통해 솔로 데뷔를 했다. 이 앨범은 주로 1980년대에서 영감을 얻었으며, 세계적으로 700만 장이 넘는 음반 판매고를 올렸다. 특히 앨범의 세 번째 싱글 "Hollaback Girl"은 빌보드 핫 100 1위를 했으며, 미국 디지털 다운로드로는 최초로 100만 건을 돌파했다. 2006년에는 두 번째 정규 앨범 The Sweet Escape를 발매한다. 이 앨범에서 "Wind It Up", "4 in the Morning" 등의 히트 싱글을 만들어냈고, "The Sweet Escape"는 스테파니의 싱글 중 가장 높은 판매고를 올린 싱글로 남았다. 스테파니는 노 다웃 시절까지 합해 세계적으로 4,000만 장이 넘는 음반 판매고를 올리고있다. 2005년 월드 뮤직 어워드에서는 월드 베스트셀러 여자 신인상을 수상하기도 했다.
한편, 2003년 스테파니는 자신만의 의류 라인 L.A.M.B.를 개설했고, 2005년에는 일본의 문화와 패션에서 영감을 얻은 하라주쿠 러버스라는 이름으로 콜렉션을 확장했다. 스테파니는 2002년 영국 그런지 음악가 게빈 맥그레거 로스데일과 결혼해 세 명의 아들을 낳았는데, 2006년 5월 26일에는 킹스턴 로스데일, 2008년 8월 20일에는 주마 네스타 락 로스데일, 2014년 2월 28일에는 아폴로 로스데일을 낳았다. 2016년에 두 사람은 이혼하였다. 그웬은 《포브스》가 선정한 2007년 동안 가장 많은 돈을 벌어들인 여가수 순위 중 2,600만 달러를 벌어들여 6위에 올랐다. 또한 빌보드에서 발표한 2000년대 핫 100 아티스트 순위 중 스테파니는 37위에 올랐고, 2000-10 10년간 차트에서는 54위에 올랐다.

## 어린 시절
스테파니는 캘리포니아주 애너하임에서 태어나 로마 가톨릭 가정에서 자랐다. 그리고 오켈로 고등학교를 다녔다. 중간 이름인 르네는 포 탑스의 노래 "Walk Away Renée"에서 따왔다고 스테파니의 어머니가 말했다. 아버지는 이탈리아계 미국인으로 이름은 데니스 스테파니였다. 아버지는 야마하 미국지점에서 마케팅 임원으로 일했다. 데니스는 현재 VP of The Added Value 컴퍼니의 경영진이라고 한다. 어머니의 이름은 패티(옛 플린)였고, 아일랜드계 스코틀랜드인으로 주부가되기 전에 회계사로 일했었다. 그웬의 부모님들은 포크 음악을 매우 즐겨 들었고, 때문에 에밀루 해리스, 밥 딜런 등과 같은 음악가들을 보고 들으며 자랐다. 그웬은 네 명의 자식들중 둘 째로 여동생 질 스테파니, 남동생 토드 그리고 오빠 에릭이 있었다. 오빠였던 에릭은 본래 노 다웃의 키보드리스트로 활동하였으나, 폭스 방송의 《심슨 가족》 만화 영화 제작가로 활동을 추구하였기 때문에 탈퇴를 했다.
스테파니의 가족 여성들은 대부분 재봉사일을 하고있었는데, 스테파니가 입는 많은 옷들을 어머니가 직접 지어주기도했다. 이때문에 스테파니는 어렸을 적 꿈이 현모양처였다. 또한 어렸을 때, 《에비타》와 같은 뮤지컬 영화들을 보면서 음악적 관심을 나타냈었다. 또한 《사운드 오브 뮤직》에서 영감을 얻어 자신이 직접 만든 트위드 드레스를 입고 오켈로 고등학교 무대에서 "I Have Confidence"를 부른것이 스테파니의 첫 무대였다. 1987년 고등학교 졸업 후, 스테파니는 풀러턴 대학교를 다니고 있었으나, 이후 캘리포니아 주립 대학교 풀러턴에 다녔다.

## 음악 경력

### 1986–2004: 노 다웃 시절
에릭은 매드니스와 더 셀렉터의 투톤 음악을 따라잡기 위해 그웬 스테파니를 1986년 보컬리스트로 합류시켰고, 스카 밴드를 만들었다. 그리고 노 다웃은 1991년 인터스코프 레코드와 레이블 계약을 체결했다. 1994년에는 서브라임의 노래 "Saw Red"에 피처링으로 참여해 좋은 반응을 얻었다.

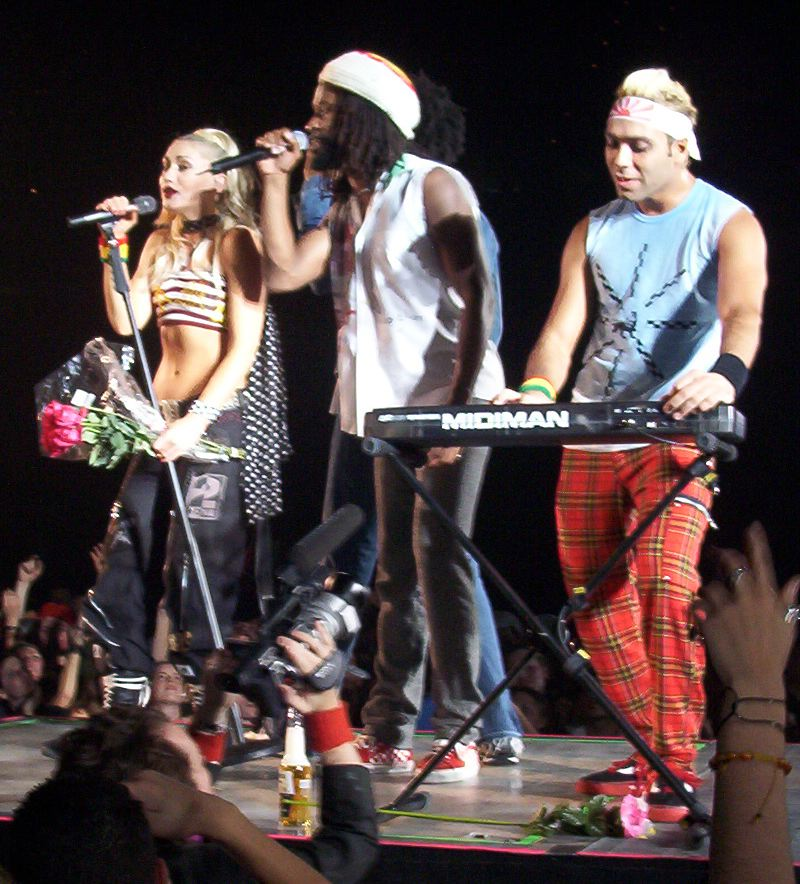
2002년 노 다웃 멤버로서 공연중인 스테파니(맨 왼쪽).

노 다웃은 1992년 스카 팝 장르의 동명 정규 앨범 No Doubt을 발매했지만, 당시 그런지 장르의 인기로 실패를 맛봤다. 실패를 맛본 스테파니는 여성 그런지 음악가들의 공격성을 거부하고 블론디의 보컬 데비 헤리의 성적 매력과 파워의 영향을 받았다. 3년 뒤인 1995년 노 다웃 멤버들은 자비를 들여 두 번째 정규 앨범 The Beacon Street Collection과 Tragic Kingdom을 발매했다. 이 시기, 그웬은 밴드메이트인 토니 카넬과 노 다웃의 활동을 위해 연인 관계를 끝냈다. 스테파니는 이 일을 서정적으로 표현해 "Don't Speak", "Sunday Morning", "Hey You"과 같은 많은 노래들의 가사를 작사했다. Tragic Kingdom은 세계적으로 1,600만 장을 팔아치우며 큰 상업적 성과를 거뒀고, 앨범의 다섯 번째 싱글 "Don't Speak"은 빌보드 1996년 에어플레이 연말차트에서 1위를 했다. 그리고 그래미 상 두 부문에 후보로 올랐다.
이후 노 다웃은 Tragic Kingdom의 뉴 웨이브 영향을 확대시킨 앨범 Return of Saturn를 2000년에 발매했다. 다음 해인 2001년 노 다웃의 다섯 번째 정규 앨범 Rock Steady를 발매했고, 록, 뉴 웨이브 스타일을 유지하면서 레게와 댄스 홀 장르를 접목시켜 좋은 평가를 받았다. 이 앨범에서 "Hey Baby", "Underneath It All"과 같은 빌보드 핫 100 5위권에 진입시킨 히트 싱글을 만들어내며 그래미 상에서 수상도했다. 2003년에는 영국의 밴드 토크 토크의 노래를 리메이크한 "It's My Life"가 담긴 베스트 앨범 The Singles 1992–2003을 발매했다.
스테파니는 노 다웃과 서브라임이 대중에 이름을 알리기 전, "Saw Red"와 서브라임의 1994년 발매한 앨범 Robbin' the Hood에 게스트 보컬로 참여했다. 이외에도 2000년에는 모비의 노래 "South Side", 2001년에는 이브의 노래 "Let Me Blow Ya Mind"에 피처링으로 참여했다. 특히 "Let Me Blow Ya Mind"로 그웬은 2002년 열린 그래미 상에서 최우수 랩/송 콜라보레이션을 수상했다. 또한 브라이언 셋처 오케스트라와 함께 엘비스 프레슬리의 노래 "You're the Boss"를 커버 버전으로 발표했다.

### 2004–06: 솔로 활동의 시작Love. Angel. Music. Baby.

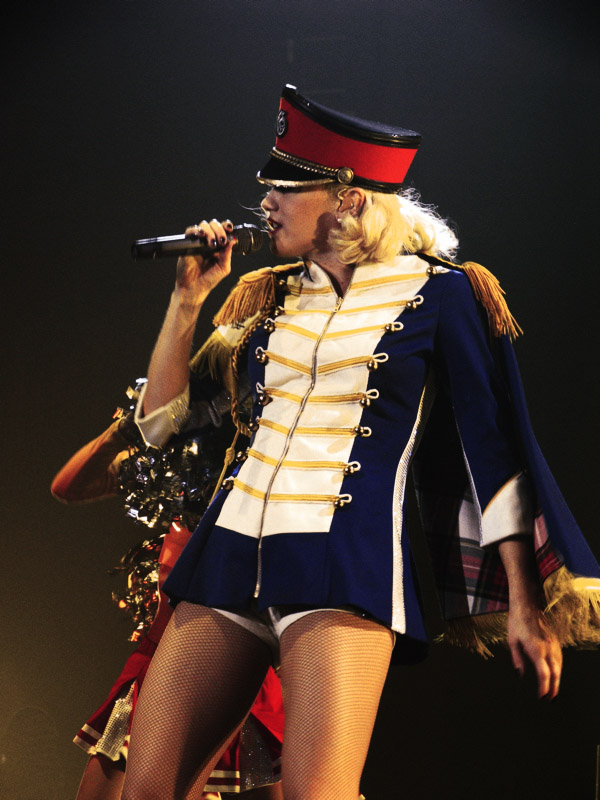
2005년 11월, "Hollaback Girl" 공연중.

이후 솔로 활동에 눈을 돌리기 시작한다. 솔로 활동을 위해 토니 커넬과 아이디어를 냈고, 빠른 비트의 댄스 음악들을 추구하며 특히 스카의 영향을 많이 받았다. 그 결과 Love. Angel. Music. Baby. (2004), The Sweet Escape (2006) 모두 큰 성공을 거두었고, 이 두 개의 앨범의 싱글과 음반 판매량을 합쳐 1,800만 장을 기록했다.
스테파니의 솔로 데뷔 앨범 Love. Angel. Music. Baby.는 2004년 11월 발매되었다. 앨범에는 토니 커넬, 린다 페리, 안드레 3000, 후퍼, 뉴 오더 등과 같은 훌륭한 프로듀서와 가수들이 참여해 작업했다. 스테파니는 이번 앨범은 자신이 고등학교때 들은 음악들을 현대적으로 해석한 앨범이라 했고, 자신의 의류 라인 L.A.M.B.의 영향을 받은 1980년대와 1990년대 초 뉴 웨이브, 일렉트로니카 등의 다양한 음악 스타일의 영향을 받았다고 소개했다. 앨범이 발매되자 혼합된 평가를 받았고, 미국에서 발매 첫 주 309,000만 장을 팔아 빌보드 200 7위로 데뷔했다. 이 앨범은 미국, 영국, 호주, 캐나다에서 멀티 플래티넘 인증을 받으며 세계적인 성공을 했다. 이 앨범으로 인해 2005년 열린 그래미 상 최우수 여성 팝 보컬 퍼포먼스 부문 후보로 지명받았고, 다음 해에 열린 그래미 상에서도 올해의 앨범, 올해의 레코드, 최우수 여성 팝 보컬 퍼포먼스, 최우수 랩 콜라보레이션과 같은 네 개의 부문 후보로 지명받았다.
음반의 첫 싱글 "What You Waiting For?"는 미국에서 40위권을 차지했지만, 다른 국가에서는 대부분 10위권에 머물렀다. 이 노래의 가사에는 스테파니가 솔로 활동을 시작한 이유와 두려움, 뿐만아니라 아기를 가지고 싶은 소망도 들어있다. 두 번째 싱글로는 "Rich Girl"이 발매되었다. 이 노래는 랩퍼 이브와 듀엣으로 부른 노래로 닥터 디어가 프로듀서를 맡았고, 영국의 음악가인 Lou & Michie One의 1990년대 노래 "If I Were a Rich Man"를 리메이크한 곡이다. "Rich Girl"은 여러 나라에서 성공을 거뒀고, 미국과 영국 10위권에도 진입했다. 세 번째 싱글 "Hollaback Girl"은 빌보드 핫 100 1위를 하며 그웬의 첫 1위 싱글이 되었고 호주에서도 3번째로 1위를 한 싱글이되었다. "Hollaback Girl"은 공식적으로 미국에서 처음으로 디지털 다운로드 100만 건을 넘은 싱글로 기록되었고 2005년 그웬의 인기를 높이는데 도왔다. 네 번째 싱글 "Cool"은 당시 그웬의 인기에도 불구하고, 미국과 영국에서 10위권 진입도 못하는 등 큰 성공은 거두지 못했다. "Luxurious"는 음반의 다섯 번째 싱글로 발매되었고 여섯 번째 싱글은 "Crash"였으나, 스테퍼니의 임신으로 발매가 연기돼 2006년 발매했다. 2005년 10월부터는 음반을 서포트하기 위해 북미를 순회하는 스테퍼니의 첫 투어 Harajuku Lovers Tour 2005를 시작했다.

### 2006–08:The Sweet Escape
스테파니는 가이 샤르보노와 리 모바일 스튜디오에서 새 앨범 작업을 했고, 2006년 12월 두 번째 정규 앨범 The Sweet Escape를 발매했다. 앨범은 스테파니와 카넬, 페리, 에이콘, 넵튠스, 영국의 밴드 킨, 팀 라이스 옥슬리 등과 함께 작업을 했다. 이 앨범은 이전 앨범보다 클럽을 위한 댄스 음악, 일렉트로닉 장르에 더 중점을 두었다. 비슷한 시기, 스테파니의 첫 투어 실황을 담은 DVD Harajuku Lovers Live를 발매했다. "Wind It Up"은 앨범의 리드 싱글로, 비평가들은 《사운드 오브 뮤직》에서 요들송을 듣는 것같다 했지만, 대부분의 차트에서 10위대 정도를 차지하며 적당한 성공을 했다. 스테파니는 The Sweet Escape 홍보를 겸해 《아메리칸 아이돌》 시즌6에 멘토로 출연했고, 에이콘과 함께 공연도 펼쳤다. 2006년 11월에는 3곡의 트랙으로 이루어진 맥시 싱글과 12cm 비닐 싱글로 "Yummy"를 발매했다. 세 번째 싱글로는 "4 In The Morning"이 발매되었고, 중간정도의 성적을 보였다. 네 번째 싱글은 "Now That You Got It"였는데, 데미안 말리가 피처링으로 참여해 하이브리드 버전으로 편곡해 발매했다. 이 싱글은 그웬의 싱글 중 처음으로 빌보드 핫 100 진입에 실패하며 상업적인 실패를 했다. 다섯 번째 싱글 "Early Winter"는 2008년 2월 발매되었고, 유럽에서 인기를 얻었다. 이후 앨범의 프로모션을 위해 월드 투어 The Sweet Escape Tour를 시작했다. 투어는 북미, 유럽을 포함한 아시아 태평양, 라틴 아메리카를 방문했다.

### 2008–현재: 노 다웃으로 돌아가다
스테파니는 두 번째 정규 앨범의 활동과 함께 노 다웃의 새로운 정규 앨범 초기 작업을 시작했고, 스테파니의 투어가 끝난 뒤 앨범 작업을 완료할 계획이였다. 이후 2008년 3월, 노 다웃은 공식 팬사이트를 통해 새로운 앨범에 관한 소식들을 전했다. 하지만, 2008년 3월 28일 새로운 앨범의 작업은 거의 완료가 되었지만, 스테파니가 둘째 아이를 임신했기 때문에 마무리는 천천히 하고있다고 전했다. 그러던중 2008년 8월 21일 미국 로스앤젤레스에서 주마 네스타 락 로스데일이라는 이름의 둘째 아들을 출산했다.
이후 스테파니를 제외한 모든 노 다웃 멤버들이 2008년 11월 발매된 스캇 웨일랜드의 두 번째 정규 앨범 "Happy" in Galoshes 피처링으로 참여했다. 2009년 노 다웃은 5년만에 다시 모여 북미투어 Summer Tour 2009를 진행했다. 같은 해, 노 다웃은 드라마 《가십걸》 시즌2 21번째 에피소드에 카메오로 출연해 영국 밴드 애덤 앤 더 앤츠의 "Stand and Deliver"를 불렀다. 그리고 2011년 6월 8일, 스테파니의 솔로 활동이 확실히 끝났다고 밝혔다.

## 예술가적 기교

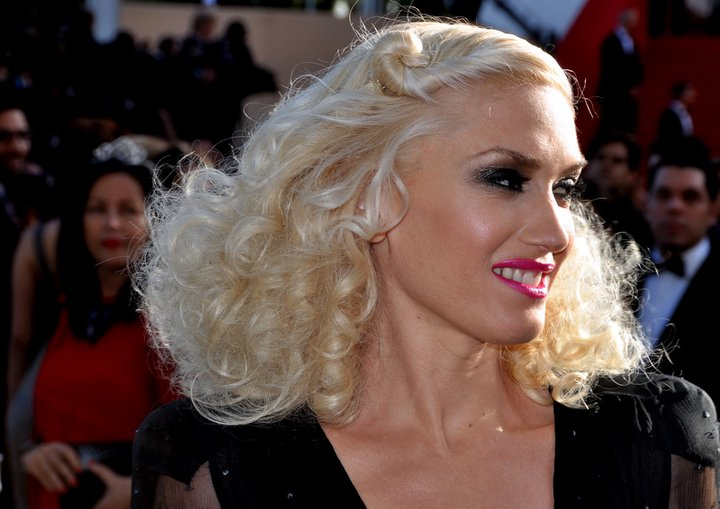
2011 칸 영화제에서의 스테파니.

### 보컬 능력 및 영향
스테파니는 역동적이고 독특한 "깊이있는 비브라토" 보컬로 주목을 받았고, "고유의 뛰어난 보컬 능력"을 가지고 있다. 《헤럴드 경제》의 임윤희는 "한 번 들으면 잊히지 않는 목소리와 특유의 떨림을 가진 고음의 보컬"을 겸비했다고 기사를 썼다. 또한 스테파니는 싱글 "Cool"에서 두 옥타브를 넘나드는 보컬 범위를 보여줬다. 《뉴욕 타임스》의 켈레파 싸네는 우스갯소리로 스테파니가 음악가로 성장함에 따라 중독적인 "비브라토"를 걷어찼다고 했다. 스테파니는 2006년 그래미 상에서 최우수 여성 팝 보컬 퍼포먼스와 최우수 팝 보컬 앨범을 포함한 다섯 개의 부문에 후보로 올랐다.
스테파니의 주된 영향은 마돈나이고, 이때문에 평소에 마돈나와 비교가 되었다. 미국의 잡지 《할리우드 리포터》와 《피플》에서는 그웬에게 "새로운 마돈나"라는 제목까지 붙었다. 그러나, 마돈나는 "스테파니가 머리를 금발로 물들이고, 내 스타일을 따라한다. 그리고 나를 따라 영국 사람과 결혼까지 해 불쾌하다. 심지어 나와 함께 일했던 뮤지션들과 함께 스테파니가 음악 작업을 했다"며 비난했다. 스테파니는 이에 대해 "마돈나의 주장대로 현재 많은 사람들이 내가 마돈나와 비슷하다고 말한다. 하지만, 마돈나와 비슷한 이미지의 연예인은 수없이 많다"라고 답했다. 또한 스테파니는 붉은색 립스틱과 백금발 헤어로 크리스티나 아길레라, 스칼렛 요한슨 등과 함께 마릴린 먼로를 연상케 하는 1920년대 ~ 1940년대 할리우드 스타일을 자주 하고다니는 스타 중 한명이다.

### 이미지 및 하라주쿠 걸스

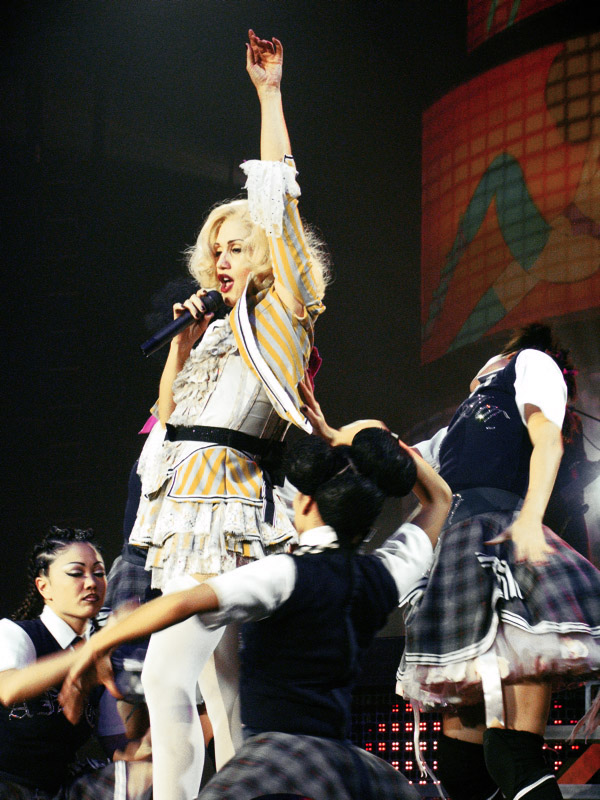
Harajuku Lovers Tour 2005에서 스테파니와 함께 공연중인 하라주쿠 걸스 댄서들.

그웬과 연인 관계를 가졌던 토니 카넬은 인도계 사람이였기 때문에, 그웬은 1990년대 중반 가족 모임 후 빈디를 하고다녔다. 이후 스테파니는 노 다웃 뮤직비디오에서 짧게 반디를 한 모습으로 나타나 1997년 반디를 유행시켰다. 또한 1995년 "Just a Girl" 뮤직비디오에서 횡격막까지 오는 크롭톱을 입어 주목을 받았다. 스테파니는 원래 자연 갈색 머리지만, 9학년 이후로는 갈색 머리를 하지 않았다. 그리고 1994년 말부터는 백금색 머리로 염색했다. 스테파니는 또한 다양한 머리 색깔들을 보여줬는데, 1998년에는 파란색, 2000년 노 다웃의 Return Of Saturn 활동 당시에는 분홍색 머리를 했었다.
한편, 2010년 9월 22일 라스베이거스에 있는 마담 튀소 밀랍 인형 박물관에 6개월간 300,000만 달러를 들여 만든 스테파니의 밀랍 인형을 공개했다. 2011년에는 동일본 대지진이 일어나자 스테파니는 피해를입은 어린이들을 위해 100만 달러를 기부했다.
스테파니는 노 다웃 시절 일본으로 자주 콘서트를 다니며 일본 문화에 관심을 가졌다. 스테파니는 세 명의 백댄서들이 있는데, 이들은 스테파니가 상상으로 만들어낸 고딕 양식의 로리타에 영향을 받은 의상을 입고 다닌다. 또한 스테파니의 의상들은 일본 패션의 영향을 받은 크리스티앙 디오르와 일본 스타일을 조합시킨 것이라고 했다. 이 백댄서들은 스테파니의 뮤직비디오, 공연을 함께 하며, Love. Angel. Music. Baby의 앨범 커버와 이들의 이름을 딴 노래의 제목도 있다. 또한 댄서들의 이름을 딴 투어 Harajuku Lovers Tour 2005에도 함께 다녔다.

## 음반 목록
- Love. Angel. Music. Baby. (2004)
- The Sweet Escape (2006)
- This Is What the Truth Feels Like (2016)
- You Make It Feel Like Christmas (2017)

## 출연 작품
| 연도 | 제목           | 역할      | 비고                                                            |
| ---- | -------------- | --------- | --------------------------------------------------------------- |
| 2001 | 《리틀 킹》    | 노다웃    | TV 시리즈, 에피소드1: Kidney Boy and Hamster Girl: A Love Story |
| 2001 | 《쥬랜더》     | 자신      |                                                                 |
| 2004 | 《에비에이터》 | 진 할로우 |                                                                 |
| 2009 | 《가십걸》     | 가수      | TV 시리즈, 에피소드1: Valley Girls                              |
| 2016 | 《트롤》       | DJ 수키   |                                                                 |

## 수상 목록
2002년
- 그래미 상 - 최우수 랩/노래 콜라보레이션상

2005년
- 아메리칸 뮤직 어워드 - 인기 팝/여성 록 아티스트상
- MTV 비디오 뮤직 어워드 - 최우수 안무상, 최우수 아트 디렉션상
- 틴 초이스 어워드 - Choice Breakout,Best Female Video, Visionary Award, Choice Collaboration
- 월드 뮤직 어워드 - 최우수 음반판매 여성 신인 아티스트상
- BRIT 어워드 - 최우수 인터내셔널 여성상
- 머취 뮤직 비디오 어워즈 - 포에버리트 인터내셔널 아티스트상
- MTV 오스트레일리아 뮤직 어워드 - 베스트 드레스드상
- 인터내셔널 댄스 뮤직 어워드 - 최우수 록 댄스 아티스트상
- 빌보드 뮤직 어워드 - 올해의 신인상